# Shane Hurlbut
Luther Shane Hurlbut (* 18. Februar 1964 in Ithaca, New York) ist ein US-amerikanischer Kameramann.

## Leben
Hurlbut studierte am Bostoner Emerson College. Parallel entstanden erste Super-8-Filme. 1987 zog er nach Los Angeles, wo er bald erste Aufträge bei Filmproduktionen übernahm. 1990 lernte er Daniel Pearl kennen, den er in den nächsten Jahren beim Dreh von mehr als 100 Musikvideos unterstützte. Danach arbeitete er unter anderem mit dem Fotografen Herb Ritts und dem Musikvideo-Regisseur Kevin Kerslake.
Ab Ende der 1990er Jahre filmte Hurlbut erste Spielfilmproduktionen. Hurlbut arbeitete unter anderem mit Regisseuren wie McG, John Stockwell oder Bill Paxton.
2009 filmte er McGs Actionfilm Terminator: Die Erlösung. Bei den Dreharbeiten wurde Hurlbut von Schauspieler Christian Bale massiv beschimpft, nachdem er bei einem Take Probleme mit dem Licht hatte und zu nah ans Set gekommen war. Bales Tirade wurde aufgenommen und gelangte kurz darauf ins Internet. Bale entschuldigte sich später öffentlich für seine Reaktion, die er als völlig übertrieben bezeichnete.
Aus seiner Ehe mit Lydia Hurlbut gingen eine Tochter und ein Sohn hervor.

## Filmografie (Auswahl)
- 1997: The Guardian (Fernsehfilm)
- 1998: Frank, Dean und Sammy tun es (The Rat Pack, Fernsehfilm)
- 2000: The Skulls – Alle Macht der Welt (The Skulls)
- 2001: Verrückt/Schön (Crazy/Beautiful)
- 2002: Drumline
- 2003: 11:14
- 2004: Mr. 3000 – Die letzte Chance (Mr. 3000)
- 2005: Into the Blue
- 2005: Das größte Spiel seines Lebens (The Greatest Game Ever Played)
- 2006: Neue Liebe, neues Glück (Something New)
- 2006: Waist Deep
- 2006: Sie waren Helden (We Are Marshall)
- 2008: Semi-Pro
- 2008: Swing Vote – Die beste Wahl (Swing Vote)
- 2009: Terminator: Die Erlösung (Terminator Salvation)
- 2010: Hey Watch This
- 2012: Act of Valor
- 2012: Cold Blood – Kein Ausweg. Keine Gnade. (Deadfall)
- 2014: Need for Speed
- 2015: Väter & Töchter – Ein ganzes Leben (Fathers and Daughters)
- 2015: Into the Badlands (Fernsehserie, 6 Episoden)
- 2017: The Adventurers
- 2017: The Babysitter
- 2018: Zuhause ist es am schönsten (A casa tutti bene)
- 2019: Rim of the World
- 2020: Holidate
- 2020: Bruderherz (Safety)
- 2021: Love Hard
- 2022: Wie Jodi über sich hinauswuchs 2 (Tall Girl 2)
- 2024: Música
- 2024: Ein neuer Sommer (The Perfect Couple, Miniserie, 6 Episoden)